# Cascadura
Cascadura és un barri de la Zona Nord del municipi del Rio de Janeiro.
El seu IDH, l'any 2000, era de 0,833, el 65 millor del municipi del Rio.
La seva principal característica és la facilitat en el transport. A més del tren, desenes de línies d'autobusos parteixen del barri o el travessen.
El comerç, sempre agitat, és una marca de Cascadura, que limita amb els barris de Madureira, Campinho, Quintino Bocaiúva, Praça Seca, Cavalcanti i Engenheiro Leal.

## Història
Maria Graham, el 1824, va publicar a Londres un llibre amb el títol "Diário de uma viagem ao Brasil" en el qual relata un passeig per la hisenda Santa Cruz i fa referència al local de "Casca d'Ouro", proper a Campinho. Alguns estudiosos donen com a origen del barri haver passat de l'expressió Casca d'Ouro a Cascadura.
No obstant això, el periodista i historiador Max Vasconcellos, en el seu treball "Vias Brasileiras de Comunicação", atribueix el nom del barri al fet que en els treballs de la via del tren els obrers van tenir gran dificultats de remoure amb pics la pedrera (cascadura) pròxima a l'estació de tren. No obstant això hi ha una altra versió i és que el nom fa referència a l'antic Barão Tereré (Regió de Minas Gerais), que fent una visita a la Hisenda, per la seva naturalesa arrogant va despertar el rebuig dels habitants locals, els quals li van atribuir el malnom de Casca Grossa, més tard modificat a Cascadura. No obstant això, tots aquests possibles orígens per al nom del barri no passen de mera especulació.
El 1858, l'Estrada de Ferro Central de Brasil va inaugurar el primer tram de la Línia Fèrria Suburbana fins a Cascadura, una mica més de 15 km de l'estació Dom Pedro II (Central do Brasil) i a Cascadura hi havia el magatzem de càrregues dels trens vinguts de Sao Paulo.